# Kolla
Pour les articles homonymes, voir Collas.
Le peuple Qolla, Qulla ou Colla (du quechua qulla /qoʎa/ 'sud') est un peuple amérindien du petit nord chilien et du Nord-ouest argentin et le sud de la Bolivie. 

## Origine

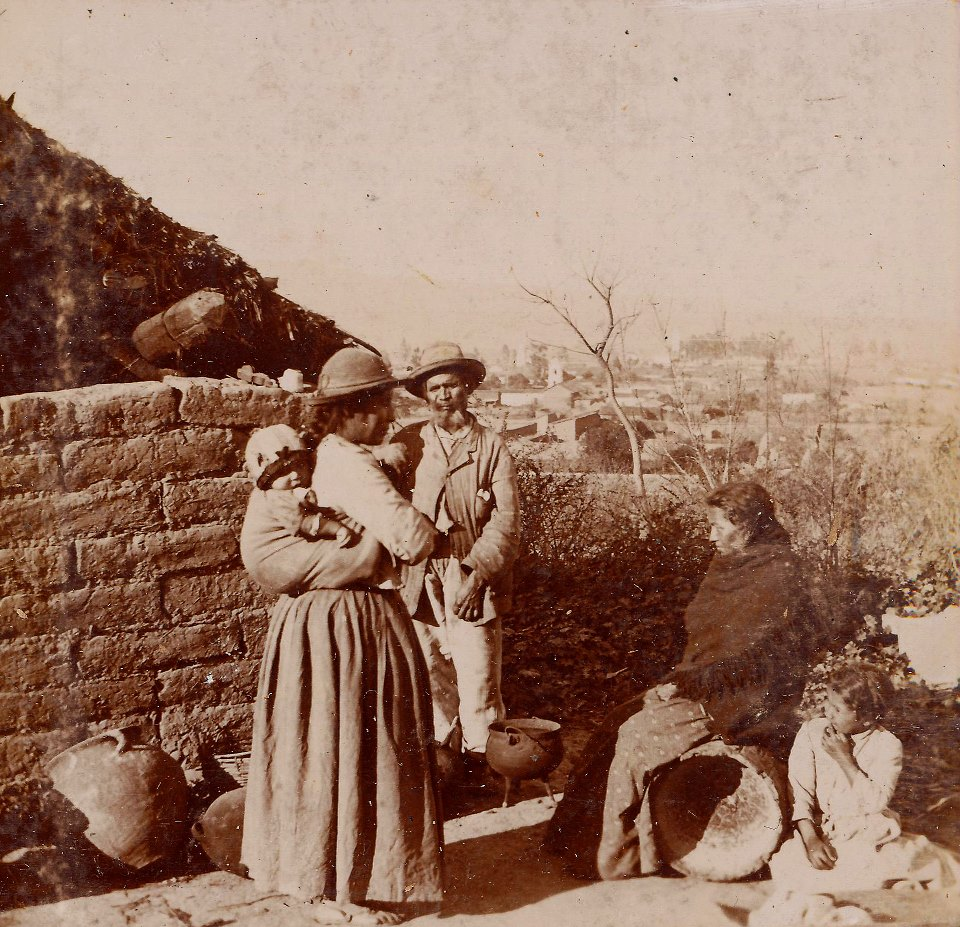
Population qolla dans la puna (fin du XIXe siècle

Bien que l'origine des Qolla soit inconnue, on note leur existence au moins depuis la fin du 
XIIe siècle, à l'époque de l'empire Tiahuanaco, autour du lac Titicaca, en Bolivie. Au XVe siècle, l'État Qolla aurait été envahi par l'Empire Inca, ce qui aurait engendré une révolte qui se serait terminée par l'incorporation des Qolla comme soldats pour l'expansion de l'empire vers le sud, puis comme travailleurs dans les nouveaux territoires conquis, et particulièrement dans l'actuel Nord-ouest argentin. Actuellement, les Qolla se reconnaissent comme descendants directs de cette migration forcée.
Les Qolla proviennent d'un large métissage de différents groupes ethniques indigènes. À la population d'origine Omaguaca, Diaguita et Atacama, les Incas ajoutèrent des groupes de Mitimaes — principalement Chichas. Ainsi se fit un métissage intense qui continua avec la pratique espagnole de l'encomienda et les déplacements de populations qu'ils effectuèrent.
À la fin du XIXe siècle, à l'époque de la Guerre du Pacifique, se produisit une migration de Qolla depuis le Nord-ouest argentin (Tinogasta et Fiambalá), vers le territoire de certaines vallées andines chiliennes de la Région d'Atacama. Ces Qolla vinrent se superposer à ceux qui habitaient déjà ces régions depuis l'époque précolombienne.

## Situation
Les Qolla se trouvent surtout dans le Nord-ouest argentin, dans les provinces de Jujuy et de Salta, ainsi que dans le petit nord chilien, dans la 
Région d'Atacama, dans les vallées andines des provinces de Chañaral et de Copiapó, au sein des localités de 
Potrerillos, El Salvador, Diego de Almagro et de la ville de Copiapó.

## Démographie
D'après les recensements effectués en Argentine (2004) et au Chili (2002), la population d'origine Qolla atteignait 67 046 personnes, dont l'énorme majorité habite en territoire argentin. Dans le Nord-ouest argentin, et plus précisément dans les provinces de Jujuy et de Salta, la population qolla était de 53 019 personnes en 2004, tandis que dans le Grand Buenos Aires, leur nombre se montait à 10 829 personnes. Quant au Chili, les Qolla y étaient au nombre de 3 298 personnes en 2002.
La majorité des personnes revendiquant une identité amérindienne, qui habitent le Nord-ouest argentin, se déclarent membres de l'ethnie qolla. Dans l'ECPI (Encuesta Complementaria de Pueblos Indígenas) de 2004-2005, elle constituait la seconde ethnie amérindienne la plus nombreuse d'Argentine après les Mapuche, devançant de peu les Toba.

## Langues parlées
Actuellement, les Qolla argentins utilisent en général comme première langue le castillan. Le nombre de ceux qui parlent les langues quechua ou aymara est moindre. Ces deux langues sont utilisées quasi exclusivement par des immigrés boliviens. Beaucoup de Qolla ont émigré vers le Grand Buenos Aires, ainsi que dans bien d'autres villes argentines.